# УКРАВТО ГРУП
УКРАВТО ГРУП — приватна транснаціональна компанія, дистрибутор і постачальник сервісних послуг в Україні. УКРАВТО ГРУП — єдиний в Україні виробник автомобілів, що володіє технологією повномасштабного виробництва. Власник, Почесний Президент / Голова Правління — Васадзе Таріел Шакрович.

## Історія

### 1969—1989
УКРАВТО ГРУП взяла свій початок зі створення Головного управління технічного обслуговування та ремонту автомобілів у 1969 році, у складі якого були 7 регіональних виробничих управлінь і близько 50 сервісних центрів. Пізніше було реорганізовано в Українське орендне виробниче об'єднання «Автосервіс». До його складу увійшли 7 регіональних центрів, 25 обласних підприємств, 105 станцій техобслуговування та 90 салонів з продажу запасних частин.

### 1990—2000
При здобутті Україною незалежності сталися вагомі структурні перетворення у корпорації, яка у 1992 році трансформувалася у Відкрите Акціонерне Товариство «Українська Автомобільна Корпорація» або скорочено на той час — Корпорацію УкрАВТО. В цьому ж році в мережі УкрАВТО українцям стали офіційно доступні автомобілі Toyota та Nissan.
У 1994 році Корпорація УкрАВТО стала ексклюзивним імпортером автомобілів Mercedes-Benz та представником Daimler AG в Україні. Для забезпечення запасними частинами мережі автосервісних центрів у 1998 році було створено дистриб'юторську компанію «ЗІП-Авто».

### Після 2000
У 2002 році флагман українського автомобілебудування, завод, який виробляє автомобілі по повному циклу — від листа металу, до випробувального трека «АвтоЗАЗ-Daewoo» увійшов до складу Корпорації. Автомобілі Opel та Chevrolet з'явилися у портфелі та на конвеєрі Української Автомобільної Корпорації, в результаті підписання у 2003 році дистриб'юторської угоди з General Motors.
У 2004 УкрАВТО уклав угоду про дистрибуцію, а згодом і виробництво  автомобілів бренду Chery.   У 2005 до складу Корпорації приєднується завод FSO по виробництву автокомпонентів у Варшаві (Польща). В цьому ж році на ЗАЗ відбувся запуск повномасштабного виробництва автомобілів Chevrolet Lanos.
2008 року компанія розпочала дистриб'юцію автомобілів KIA, а також виробництво спільно з General Motors — Chevrolet Aveo на FSO. За ліцензією Chery у 2011 на ЗАЗ стартувало виробництво ZAZ Forza, а у 2012 — ZAZ Vida за ліцензією General Motors.
У 2013 Корпорація УкрАВТО почала дистриб'юцію італійських брендів Ducati та Maserati.
1 грудня 2021 року Українська Автомобільна Корпорація підписала дистриб'юторську угоду з китайським автогігантом Geely, щоб повернути марку до України.
З 1994 року Українська Автомобільна Корпорація продала більш ніж 1 400 000 автомобілів. За останні 10 років, з 2013 по 2023, послугами з технічного обслуговування та ремонту через мережу УкрАВТО по всій території України пройшло майже 2 500 000 автомобілів.
2023 року УкрАВТО офіційно повертає на український ринок бренд SSANGYONG під новою назвою KG MOBILITY, з абсолютно новим модельним рядом позашляховиків.
В липні 2024 року ТОВ «Українська автомобільна Корпорація» починає працювати як національна мережа УКРАВТО ГРУП. Слідом за материнською компанією свої назви змінили й всі дилерські центри, що входять до УКРАВТО ГРУП по всій Україні, відтепер вони мають назви «Автомобільний Дім УКРАВТО Україна», «Автосаміт УКРАВТО», «УКРАВТО Голосіївський», «УКРАВТО Київ», «УКРАВТО Львів», «УКРАВТО Дніпро», «УКРАВТО Одеса» та інші.

## Виробництво
У 1998 році, після оновлення виробництва Запорізького Автомобілебудівного Заводу, компанія почала випускати автомобілі Lanos, Nubira, Leganza і модернізовані «Таврії», що мали високий попитом на авторинку України.  У 2002 році ЗАЗ повністю перейшов під управління УКРАВТО ГРУП. Потужність заводу розраховано на повномасштабний випуск близько 150 000 автомобілів щороку, отримує гідну оцінку від потенційних партнерів зі світовим ім'ям: на конвеєр Запорізького Автомобілебудівного Заводу стають моделі концернів GM DAT та Opel AG.  Виробництво автомобілів на потужностях «ЗАЗ» забезпечується приблизно 500 постачальниками обладнання та комплектуючих. Серед них майже 400 українських підприємств і понад 100 — закордонних. Виробничі потужності заводу складаються з пресового, зварювального, фарбувального та складального виробництв, а також розвиненої виробничої бази для виготовлення комплектуючих до авто. 
Наразі завод виробляє сучасні автобуси міської, приміської та шкільної модифікації: А08 міський низькопідлоговий, приміський та шкільний, А10 міський низькопідлоговий, які користуються великим попитом в громадах України.

## Автосервісне обслуговування
Мережа автосервісних центрів УКРАВТО ГРУП автомобілів на місяць за технологічними вимогами та стандартами виробників за допомогою відповідного діагностичного обладнання і спеціалізованого інструменту на власних дилерських центрах, розташованих по всій країні.

### Кузовний ремонт
УКРАВТО ГРУП співпрацює зі страховими компаніями з ТОП-20. За останні роки послуги з відновлювального ремонту було надано 20 000 автомобілів. Група має власну страхову компанію групи «Експрес Страхування», що дозволяє прийом заяви про ДТП, огляд автомобіля, калькуляцію та погодження ремонту зі страховою компанією в одному місці.

## Структура компанії
- Дистриб'юція в Україні: Автокапітал (Mercedes-Benz), Фалькон-Авто (KIA), автофілія Гранд Автомотів (Maserati, Ducati), Сі Ей Автомотів (Chery), АВТО МОТОР ГРУП (Jetour),[27] Гранд Автомотів (Geely), Юніверсал Моторз Груп (KGM, автобуси ЗАЗ)[6][16].
- Авторизоване дилерство: Toyota, Nissan, Renault, Opel, Peugeot[3].
- УКРАВТО ГРУП володіє широкою дилерською мережею, яка налічує понад 50 сучасних офіційних дилерських центрів, де представлені відомі бренди: Mercedes-Benz, Maserati, KIA, Chery, GEELY, Toyota, Renault, Nissan[28], Peugeot, Opel, KGM, мотоцикли Ducati та автобуси ЗАЗ. Крім того, група займається профільним відновлювальним ремонтом на своїх спеціалізованих центрах, має центри мультибрендингового обслуговування.
- Дистриб'юція закордоном: Автокапітал Азербайджан (Mercedes-Benz), Гранд Автомотів Азербайджан (Maserati), Автокапітал Казахстан (представлений також в Таджикистані, Киргизстані, Туркменістані; бренд — Mercedes-Benz),  Гранд Автомотів Азія (Maserati)[29], Автокапітал Узбекистан (Mercedes-Benz)[30][31].
- Продаж автомобілів з пробігом: АвтоХіт[32].
- Виробництво: Запорізький Автомобілебудівний Завод[23].
- Фінансовий сервіс: Експрес Страхування — страхова компанія, створена у 2008 році. Експрес Кредит — пропонує умови кредитування від провідних банків-партнерів, а також оформлення договору кредитування в автосалонах УКРАВТО ГРУП. Лізинг транспортних засобів від Укравтолізнг[25][26][33].
- Власна логістика та експедиція. Доставка власними автовозами та вантажівками. АСКО-ЕКСПЕДИЦІЯ[34].
- Мережа мега складів у Києві та Одеському регіоні. Центральний Логістичний Центр та Чорноморский Логістичний Центр[35].
- Автозаправні комплекси: Grand Petrol — мережа АЗС, що пропонує литовське паливо виробництва НПЗ «Orlen Lietuva»[6][36].
- Інші напрямки діяльності: парк-готель Kidev, українська ресторація Первак, багатопрофільний туроператор Гермес Тревел Груп[37][38][11].

## Товари
| - Mercedes-Benz - Toyota - Kia - Chery | - Jetour - GEELY - Renault - Peugeot | - Maserati - Opel - Ducati - KGM (Ssang Yong) - ЗАЗ |